# Manuel Dieç
Mossèn Manuel Díeç, Dies o Díez, al qual alguns afegeixen de Calataiud, cavaller, escriptor, veterinari i menescal català de la primera meitat del segle xv.
Encara que de vegades porti el de Calataiud a manera d'epítet, els documents notarials contemporanis no l'esmenten en aquelles terres (ni cap altre tipus de document secular o religiós); sí que hi ha, al contrari, àmplies referències sobre la seva residència, activitats i títols, a València (va ser un dels sis ambaixadors de València al Compromís de Casp, etc.).

## Biografia
Era de sang noble i el seu pare, Roderic Dies, va ser un corsari, poeta i amic d'Ausiàs March i Bernat de Fenollar. Encara que sembla que la seva família havia estat aliada dels Centelles, el 1411 el trobem essent part del parlament urgellista reunit pels seus enemics, els Vilaragut, en Vinaròs, durant el conflicte successori; va ser un dels sis ambaixadors que, en representació del Regne de València i juntament amb els compromissaris propis, van assistir al Compromís de Casp (1412). Va participar com a militar en les Corts de València de 1417 i 1418 i, almenys d'ençà d'aquest mateix any, o potser una mica abans, va ser un dels nou majordoms del rei Alfons V el Magnànim d'Aragó, a qui va acompanyar en les campanyes de Nàpols entre 1420 i 1423. En recompensa pels seus serveis (fins al 1436), va rebre el castell d'Alpont a València i la batllia, així com la batllia de la Vall d'Uixó en morir el seu titular, el famós cavaller i poeta Jordi de Sant Jordi (1424). Va ser procurador de Frederic d'Aragó, comte de Luna i net del rei Martí l'Humà, en les Corts de València de 1428. Fou casat amb Caterina de Vilanova, membre d'un conegut llinatge noble valencià, que era de sang reial. El seu fill Roderic va heretar la senyoria d'Andilla, que va vendre el 1458 al seu germà Manuel, qui va morir sense descendència; Roderic va tenir un fill, Ferran Díeç, Comanador de Sant Joan i també escriptor, qui va convocar diversos certàmens poètics a València (1482, 1486 i 1487).

## Llibre de la Menescalia
Entre 1424 i 1436, va compilar per ordre d'Alfons V les notícies que sobre veterinària equina li forniren els professors més famosos de l'exèrcit i els textos clàssics i moderns que va poder trobar, formant amb aquestes un Llibre del Art de Menescalia que va publicar en llengua catalana a Saragossa: Pablo Hurus, 1495. El llibre de menescalia de Manuel Dieç es convertí en el S. XV i durant el S. XVI en l’obra de referència en la medicina dels equins. El manuscrit original, es traduí al castellà, aragonès, portugués, napolità, francés… i és citat com a referència en obres impreses a París, Mèxic, Bolonya o Nuremberg.
L'obra consta de dos llibres. El primer (Llibre de menescalia), el més llarg, versa sobre l'anatomia externa del cavall, qualitats que han de concórrer per a la tria del pare, pelatge, manera de criar el poltre, etc.
El segon (Tractat de la menescalia de les mules) és sobre la mula, qualitats relatives al seu exterior i manera d'administrar-li el menjar. L'aragonès de Sos Martín Martínez de Ampiés va traduir aquest llibre en castellà i el va fer imprimir a Toledo (1507). Destaca en aquesta obra la claredat i bon mètode amb què l'autor exposar les mateixes idees, així com el fet de ser el primer treball d’aquestes característiques a lligar el cavall amb l’astronomia-astrologia, encara que no conté cap avançament digne de consideració, segons el parer de Pedro Darder. Amb tota probabilitat l'autor coneixia altres textos sobre la matèria, com Cirujia del cavall de Gallien Corretger, Tractat de la menescalia de Giordano Ruffo i El llibre dels cavalls de Teodoric Borgognoni.
El seu treball va inspirar el d'autors com Salvador Vila (Dels nodriments dals cavalls i de les mules, etc.), Juan Álvarez de Salamiellas (Libro de menescalia y de albeitería y física de las bestias), Rinni (Anatomia del cavalo infirmitate i suo rimedii), etc. Va ser una obra que va córrer en còpies manuscrites i també impreses als segles xv i xvi en català (Barcelona 1515 i 1523) i castellà (Saragossa 1495, 1499 i 1545; Toledo 1507, 1511 i 1515), etc.